# Kasimir Friedrich von Rathsamhausen

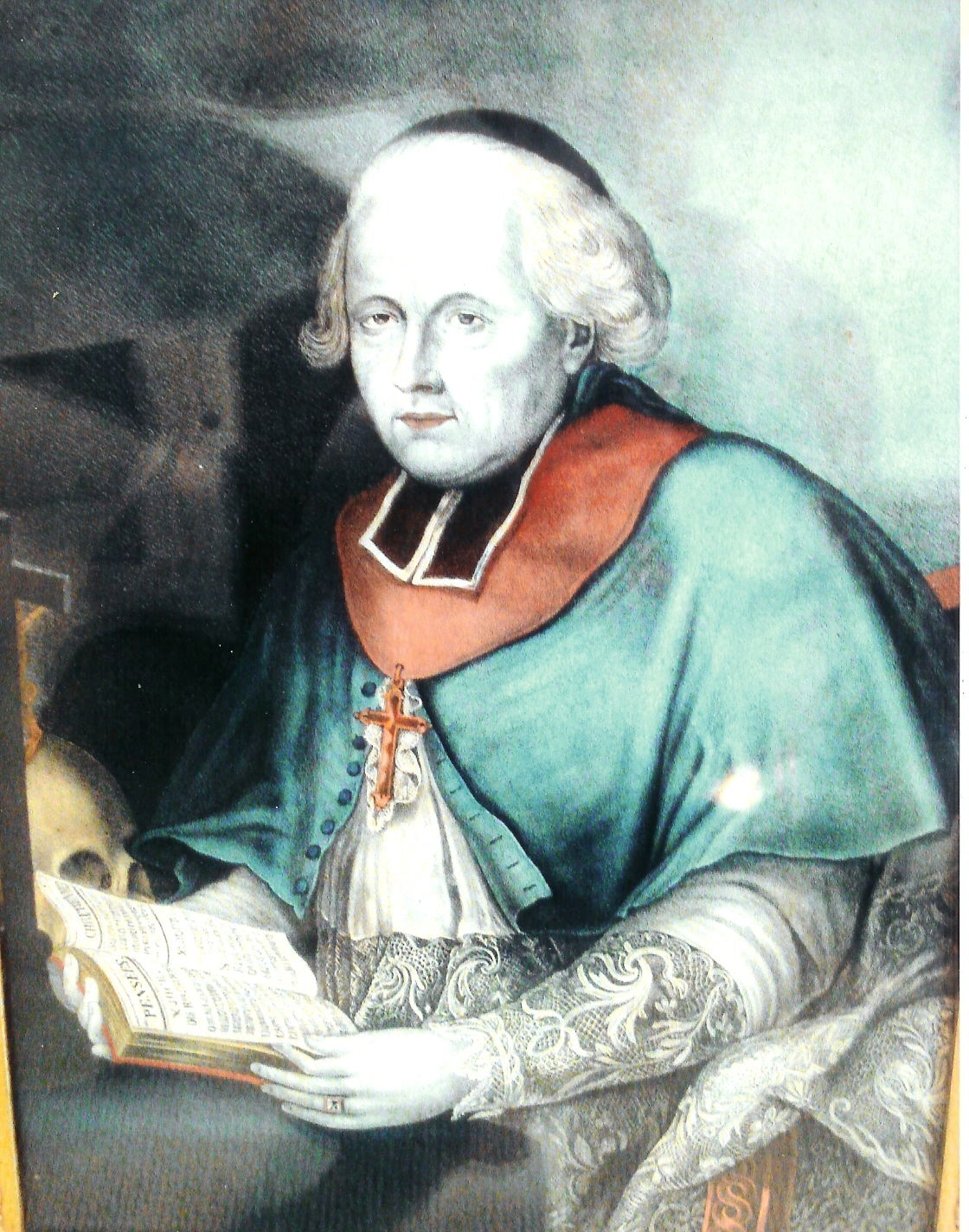
Fürstabt Kasimir Friedrich von Rathsamhausen 1698–1786

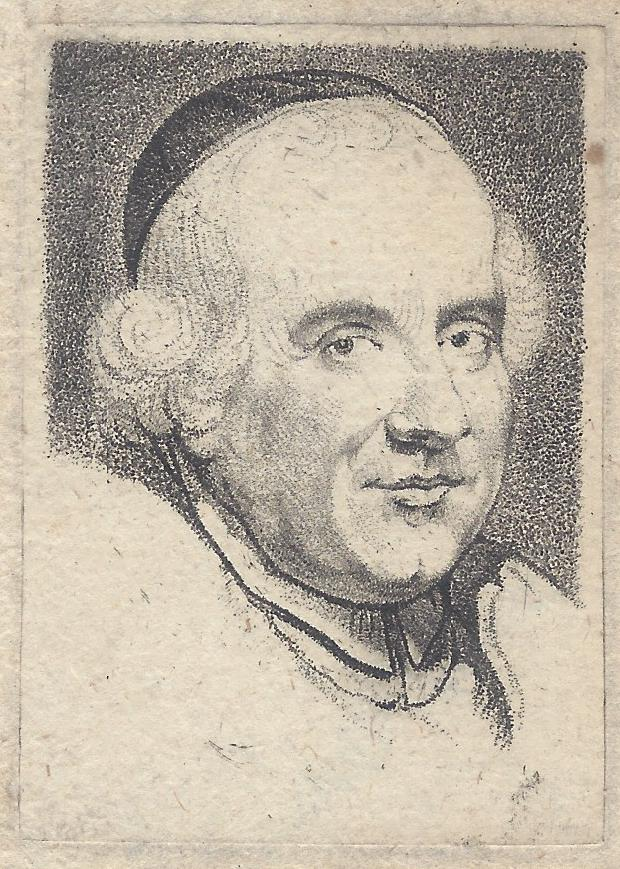
Johann Gottlieb Prestel: Kasimir Friedrich von Rathsamhausen

Totenmaske von Kasimir Friedrich von Rathsamhausen 1698–1786

Kasimir Friedrich von Rathsamhausen (Ordensname Leodgar von Rathsamhausen; * 17. Januar 1698 in Muttersholtz; † 1. Januar 1786 in Guebwiller) war der vorletzte Fürstabt der Fürstabtei Murbach.

## Lebenslauf
Kasimir Friedrich entstammte der seit 1576 zum Protestantismus übergetretenen Linie der adligen Familie von Rathsamhausen-Wibolsheim. Der Vater Wolfgang Dietrich war wenige Jahre vor der Geburt Kasimir Friedrichs rekonvertiert und hatte die Katholikin Friederike Dorothea von Schauenburg geehelicht. Der Sohn Kasimir wurde nach einer Taufabschrift am 19. Januar 1698 getauft. Die Schulausbildung erhielt er am Jesuitenkolleg in Molsheim. Danach folgte ein Studium am königlichen Seminar Louis Legrand in Straßburg. Am 1. Februar 1717 trat er mit 19 Jahren in die Benediktinerabtei Murbach ein. Die Priesterweihe folgte am 8. März 1721 in Pruntrut. Mit dem Gelübde am 24. April 1724 nahm er den Namen Leodgar (Léger) an. Am 17. April 1732 wurde er zum Dechanten von Murbach und kurz darauf zum Großprior von Luders gewählt. Fürstabt Zoelestin von Beroldingen dankte am 11. August zu Gunsten des Prinzen Amandus de Rohan, Graf von Ventadour ab. Der Prinz von Rohan erhielt die Einkünfte der Abtei in Höhe von 40.000 Livres, besuchte sie bis zu seinem Tod jedoch nur drei Mal für kurze Zeit. Kasimir Friedrich von Rathsamhausen wurde ihm am 1. Oktober 1737 als Koadjutor mit dem Recht der Nachfolge zugeordnet. Er führte faktisch die Leitung des Klosters weiter, zudem der Fürstabt Rohan ab 1739 weitere hohe Ämter darunter das Rektorat der Sorbonne übernommen hatte. Der Abriss des Langhauses der Abtei Murbach von 1738 mit dem Ziel des Neubaus geht so auf Kasimir Friederich von Rathsamhausen zurück. Am 30. Juni 1756 folgte von Rathsamhausen offiziell seinem zwei Tage zuvor verstorbenen Vorgänger als Fürstabt. Eine der wichtigsten Entscheidungen von Rathsamhausen war die Verlegung des Stiftsitzes 1759 nach Guebwiller. Die Konventualen waren überaltert und ihre Zahl war auf 13 im Jahr 1759 zurückgegangen. Die hohen Anforderungen an die Abkunft und der säkulare Zeitgeist sorgten für eine mangelnde Nachfrage. Ab 1760 ließ Fürstabt Kasimir Friedrich in Guebwiller die Gebäude der Abtei von dem Ingenieur Quéret errichten. Papst Clemens XIII. billigte die Verlegung erst 1764 und säkularisierte am 18. November 1764 die traditionsreiche Abtei Murbach, die in ein Ritterstift umgewandelt wurde. Kasimir Friedrich von Rathsamhausen stand dem Stift bis zu seinem Tod als Fürstabt vor.
1765 bis 1785 errichtete der Architekt Louis Beuque aus Besançon im Auftrag des Fürstabtes die Kathedrale Notre-Dame de Guebwiller. Die Bauleitung wurde ihm jedoch 1768 wegen schwerwiegender Mängel in der Ausführung entzogen und Gabriel Ignaz Ritter übertragen.
Bereits zu Lebzeiten geriet Kasimir Friedrich von Rathsamhausen in den Ruf der Heiligkeit. Die spätere Geschichtsforschung sieht in Kasimir Friedrich von Rathsamhausen mehr den Repräsentanten und Verteidiger der sich im Niedergang befindenden geistlichen Machtstellung im Reich. Das Ritterstift in Guebwiller überdauerte den Tod von Rathsamhausens gerade noch vier Jahre. Nachfolger und letzter Abt wurde Benedikt Anton Friedrich von Andlau-Homburg (1761–1839).

## Darstellungen
Das Unterlinden-Museum in Colmar besitzt ein ovales farbig gefasstes Halbrelief aus dem Jahr 1782. Im Musée du Florival in Guebwiller wird neben Porträts und persönlichen Hinterlassenschaften auch die Totenmaske des Abtes ausgestellt. Die Grabplatte mit einem Reliefportrait befindet sich in der Kirche Notre-Dame in Guebwiller.